# سیارک ۲۱۴۲۷
سیارک ۲۱۴۲۷ (به انگلیسی: 21427 Ryanharrison، نامگذاری:1998FK97) بیست و یک هزار و چهارصد و بیست و هفتمین سیارک کشف شده‌است که در ۳۱ مارس ۱۹۹۸ کشف شد.
قدر مطلق سیارک برابر ۱۳.۵ است.